# پایانه نفتی

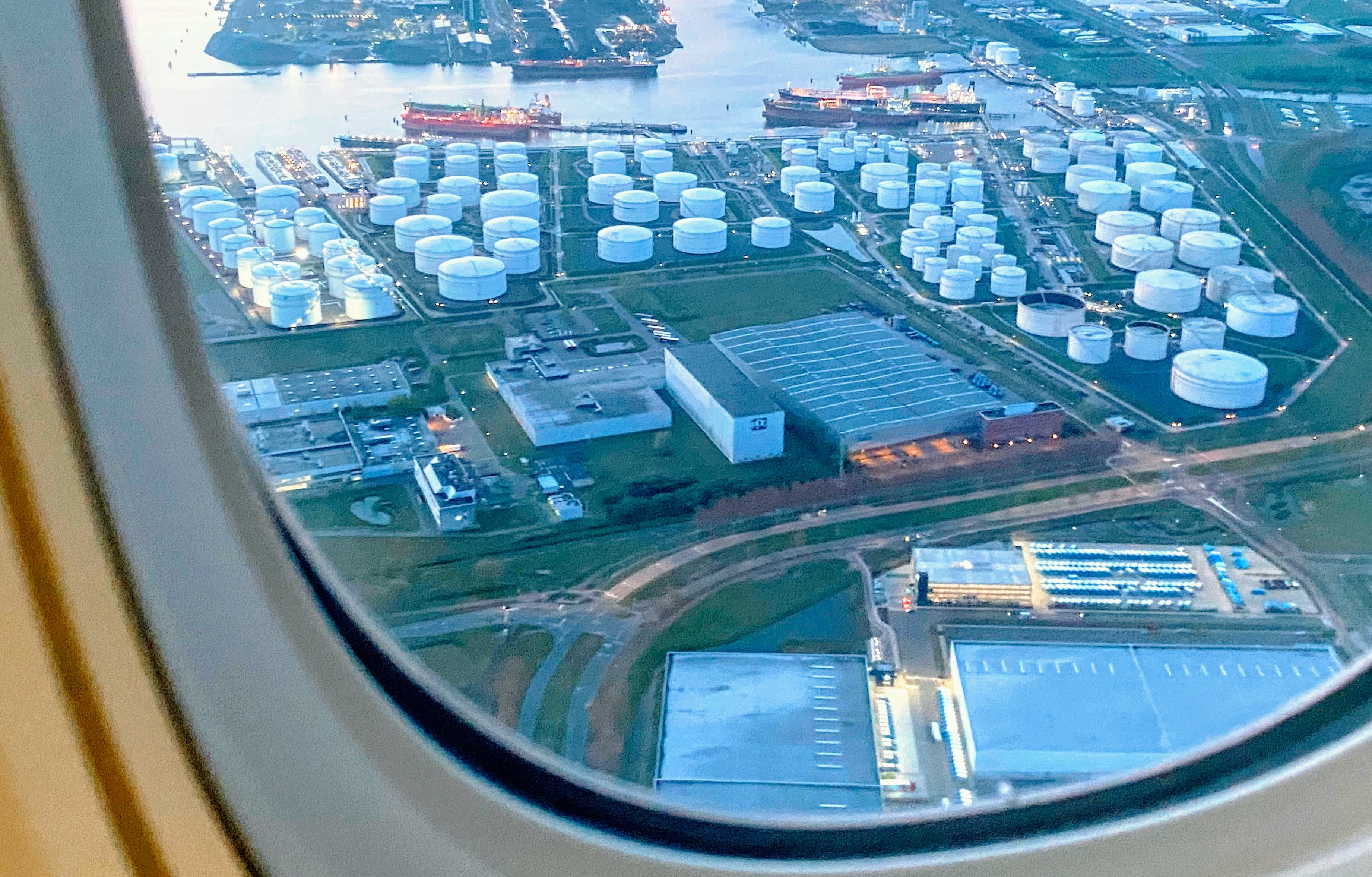
نمونه یک پایانه نفتی

پایانه نفتی، (انگلیسی: Oil terminal) به تأسیسات صنعتی اطلاق می‌گردد، که برای ذخیره‌سازی، انتقال و بارگیری نفت، فراورده‌های نفتی یا محصولات پتروشیمی مورد استفاده قرار می‌گیرد. پایانه‌های نفتی دارای مخازن ذخیره‌سازی محصولات هیدروکربوری جهت بارگیری نفتکش‌ها یا خطوط لوله انتقال می‌باشند. پایانه‌های نفتی اغلب در نزدیکی پالایشگاه‌های نفت یا در نقاطی قرار دارند که کشتی‌های نفتکش توانایی بارگیری را داشته باشند. برخی از پایانه‌ها نیز به خطوط راه‌آهن تجهیز می‌باشند.